# Алигарх (округ)
Алигарх (англ. Aligarh) — округ в индийском штате Уттар-Прадеш. Административный центр — город Алигарх. Площадь округа — 3747 км². Согласно всеиндийской переписи 2001 года население округа составляло 2 990 388 человек. Уровень грамотности взрослого населения составлял 58,48 %, что немного ниже среднеиндийского уровня (59,5 %).